# عبدالرحمن شرقاوی
عبدالرحمان شرقاوی (۱۹۲۱–۱۹۸۷) شاعر، نویسنده، روزنامه‌نگار، نمایشنامه نویس و متفکر مسلمان مصری بود.

## زندگی
عبدالرحمان شرقاوی در ۱۰ نوامبر ۱۹۲۱ در روستای الدلاتون استان منوفیه در شمال قاهره زاده شد. عبدالرحمن تحصیلات خود را در مکتب روستا آغاز کرد و پس از آن وارد مدارس دولتی شد و در نهایت از دانشکده حقوق دانشگاه قاهره در ۱۹۴۳ فارغ‌التحصیل شد.
عبدالرحمن فعالیت کاری خود را به عنوان یک وکیل آغاز کرد، اما پس از مدتی این کار را رها کرد؛ چون می‌خواست تبدیل به یک نویسنده شود، پس فعالیت روزنامه‌نگاری را ابتدا در مجله الطلیعه آغاز کرد. سپس به مجله فجر منتقل شد و پس از انقلاب ۱۹۵۲ مصر در مجله مردم (الشعب) و پس از آن روزنامه جمهوری مشغول به کار شد. پس از آن به عنوان سردبیر روزنامه روزالیوسف و پس از آن در روزنامه الاهرام فعالیت نمود. همچنین مسئولیت‌های دیگری از جمله دبیر سازمان همبستگی آسیا و آفریقا و دبیرخانه شورای عالی هنر و آداب را بر عهده داشت.

## آثار
رمان‌ها: «سرزمین» در سال ۱۹۵۴، «قلب‌های خالی» در ۱۹۵۶، «سپس خیابان‌های پشتی» در ۱۹۵۸ و «سرانجام دهقان» در سال ۱۹۶۷.
وی تحت تأثیر زندگی روستایی قرار داشت و دهکده مصری منبع الهام او بود. این روحیه در اولین رمانش «زمین» که اولین تجسم واقعی خلاقیت ادبی مدرن عرب است منعکس شده‌است. این رمان در سال ۱۹۷۰ به فیلمی معروف با همین نام به کارگردانی یوسف کوهین تبدیل شد.
از مشهورترین آثار وی می‌توان به نمایش نامه «حسین یک انقلابی»، نمایش نامه «حسین یک شهید» و یک تراژدی در مورد جمیله بوحیرد، نمایشنامه مهران جوانمرد، عقاب قرمز و احمد عرابی اشاره کرد. اما در زمینه ترجمه، کتابهای «محمد پیام آور آزادی»، «علی پیشوای پرهیزکاران» و «عمر فاروق» را نوشت. او همچنین به همراه توفیق الحکیم و عبدالحمید جودة السحار در نگارش فیلمنامه فیلم محمد رسول‌الله مشارکت کرد.
وی در سال ۱۹۷۴ جایزه شایستگی دولت در ادبیات را دریافت کرد که توسط رئیس‌جمهور انور سادات به وی اعطا شد.

## مرگ
عبدالرحمن شرقاوی در ۲۴ نوامبر ۱۹۸۷ درگذشت.